# Formel-1-Weltmeisterschaft 2006

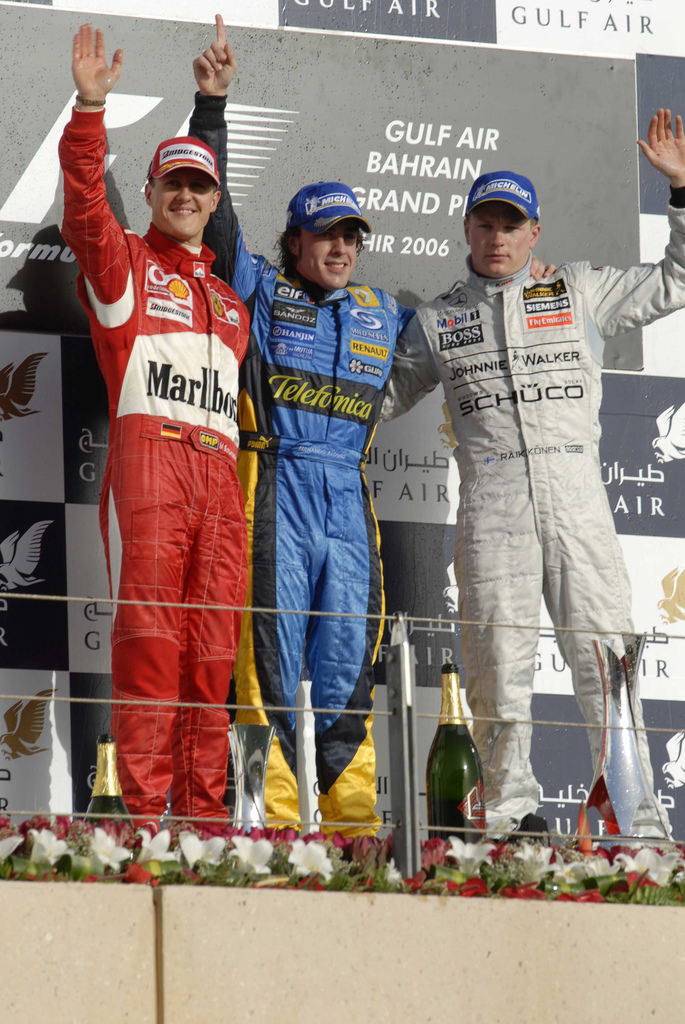
Titelverteidiger Fernando Alonso als Sieger beim Saisonauftakt in Bahrain 2006

Die Formel-1-Weltmeisterschaft 2006 war die 57. Saison der Formel-1-Weltmeisterschaft. Sie wurde über 18 Rennen in der Zeit vom 12. März bis zum 22. Oktober ausgetragen. Fahrerweltmeister wurde wie im Vorjahr Fernando Alonso, die Konstrukteurswertung verteidigte Renault. Es war die vorerst letzte Saison, an der Michael Schumacher als Fahrer teilnahm. Der siebenmalige Weltmeister beendete am Ende der Saison vorerst seine aktive Formel-1-Karriere, kehrte jedoch 2010 wieder in die Formel 1 zurück.

## Änderungen 2006

### Rennstrecken
Erstmals seit 1996 war der Große Preis von Australien nicht das erste Saisonrennen, sondern fand als drittes Rennen im April statt. Grund war eine Überschneidung mit den Commonwealth Games vom 15. bis 26. März in Melbourne. Der Große Preis von Belgien in Spa-Francorchamps wurde wegen Umbauarbeiten der Boxenanlage in der Saison 2006 aus dem Rennkalender entfernt, sodass nur 18 statt 19 Rennen stattfanden. Am Saisonende tauschten nach 2005 die Rennen in China und Brasilien ihre Positionen zurück, sodass das Saisonfinale 2006 wieder in São Paulo stattfand.

### Reglement
Um die Qualifikation am Samstag für die Zuschauer attraktiver zu gestalten, wurden drei Ausscheidungsläufe durchgeführt. Zunächst hatten alle Fahrer mit einer beliebigen Kraftstoffmenge 15 Minuten Zeit, eine gute Rundenzeit zu erreichen. Die 16 besten Fahrer erhielten nach Ablauf der ersten Ausscheidungsrunde erneut 15 Minuten, um sich als jeweils einer von 10 Teilnehmern der Qualifying-Finalrunde zu qualifizieren. In der Finalrunde wurden abschließend die Startplätze 1 bis 10 in einem Zeitraum von zuerst 20, seit dem Grand Prix von Großbritannien aber 15 Minuten ermittelt. Vor der Finalrunde bestand bis zum Start des Rennens am Sonntag die letzte Möglichkeit den Rennwagen aufzutanken, sodass in die Tankstrategie nicht nur die Taktik für den Rennverlauf, sondern auch bereits für das Qualifying einbezogen werden musste.
Die Taktik der ersten Phase der letzten Trainingssitzung bestand darin, dass möglichst viel Benzin verfahren wurde, um das Auto leichter zu machen. In den letzten sieben bis acht Minuten wurde in der Regel dann nach Reifenwechseln (bis zu zwei Mal) die schnellen Rundenzeiten erzielt. Die verbrauchte Benzinmenge durfte vor dem Rennen wieder ergänzt werden. Allerdings zählte nur die Anzahl Runden, die innerhalb der 110 Prozent der Bestzeit lagen. Seit dem Großen Preis von Europa galt aber für die In and Out Laps – also für die Runden aus der Boxengasse heraus und zurück – eine 120-Prozent-Grenze.
Die in der Saison 2005 noch verbotenen Reifenwechsel waren wieder erlaubt, dabei war jeder Fahrer auf 14 Reifensätze beschränkt: 7 Sätze für trockene Bedingungen, 4 Sätze für nasse Bedingungen und 3 Sätze für extremes Wetter. Außerdem wurden die Vorgaben für die Motoren geändert. Vorgeschrieben waren jetzt 8 Zylinder mit 2,4 l Hubraum statt bisher 10 Zylinder mit max. 3,0 l Hubraum. Noch vor der Übernahme von Minardi durch Red Bull wurde für das Team eine Ausnahmeregelung getroffen – es durfte, um Kosten zu sparen, weiterhin V10-Motoren einsetzen, allerdings luftmengen- und drehzahlbegrenzt. Diese Regelung wurde nach dem Verkauf des Teams für die Scuderia Toro Rosso beibehalten.
Zur Historie der Regeländerungen in der Formel 1 siehe auch: Formel-1-Regeln.

### Teams
BMW beendete die bisherige Zusammenarbeit mit Williams. BMW Sauber F1 trat als neues BMW Werksteam nach Übernahme des Sauber-Teams an. Williams wurde nun durch Cosworth und nicht mehr von BMW mit Motoren beliefert.
Mit Honda Racing F1 nahm Honda erstmals seit 1968 wieder mit einem Werksteam an der Formel 1 teil. Das Team ging aus B.A.R. hervor.
Nachdem bereits zur Saison 2005 Jordan von der Midland Group des russischen Millionärs Alexander Shnaider übernommen worden war, trat das Team nun als MF1 Racing an.
Red Bull Racing wurde jetzt durch Ferrari und nicht mehr von Cosworth mit Motoren beliefert. Außerdem trat Toro Rosso als "Red-Bull-Junior-Team" an, nachdem Minardi von Red Bull übernommen worden war. 50 % der Anteile des Teams übernahm Ex-Formel-1-Pilot Gerhard Berger. Mit Dietrich Mateschitz nahm erstmals ein Teambesitzer an der Formel 1 teil, welcher in zwei Teams maßgeblich beteiligt war.
Schließlich nahm mit Super Aguri F1 erstmals seit 2002 ein elftes Team teil.
Vor dem Großen Preis von Italien wurde das Midland-F1-Team von Spyker übernommen. Bereits in China trat das Team unter dem neuen Namen Spyker MF1 Racing und neuer Lackierung an.

### Fahrer
In der Saison 2006 wurden zahlreiche Veränderungen der Besetzung der Teams mit Renn-, Test- und Ersatzfahrern umgesetzt. Bei den Rennfahrern gab es folgende Änderungen gegenüber der Saison 2005:
Die beiden 2005 bei Minardi eingesetzten Rennfahrer Robert Doornbos und Patrick Friesacher sowie der ehemalige Jordan Pilot Narain Karthikeyan waren nicht mehr im Startfeld. Doornbos war 2006 dritter Fahrer bei Red Bull, während Karthikeyan als Testfahrer bei Williams eingesetzt wurde.
Neu in der Formel 1 waren die in der letzten Saison in der GP2-Serie angetretenen Fahrer Nico Rosberg und Scott Speed. Rosberg ersetzte Nick Heidfeld bei Williams. Speed verstärkte das neue Toro-Rosso-Team. Als neuer Formel-1-Pilot startete auch der Japaner Yūji Ide beim Team Super Aguri F1, der von der Formel Nippon wechselte. Ide durfte nur vier Rennen fahren, da er durch unsportliches Fahrverhalten auffiel und ihm daraufhin die Lizenz durch die FIA entzogen wurde. Er wurde vom GP von Europa bis zum GP von Frankreich durch den Franzosen und ehemaligen Renault-Testfahrer Franck Montagny als Stammpilot ersetzt, der wiederum ab dem GP von Deutschland durch den Japaner Sakon Yamamoto ersetzt wurde.
Nick Heidfeld wechselte von Williams ins BMW-Sauber-Team und ersetzte dort Felipe Massa. Massa wechselte zu Ferrari an Stelle von Rubens Barrichello. Barrichello ersetzte Takuma Satō bei Honda, während Sato in dieser Saison das Super-Aguri-Team verstärkte. Außerdem wechselte Christijan Albers von Minardi zu MF1 Racing und Vitantonio Liuzzi ging von Red Bull in das „Red Bull Junior Team“ Scuderia Toro Rosso.
Ab dem Großen Preis von Ungarn übernahm BMW-Sauber-Freitagstester Robert Kubica das Cockpit von Jacques Villeneuve. Der neue Testfahrer für die freien Trainingssessions am Freitag bei BMW Sauber war der junge Deutsche Sebastian Vettel. Am 11. September 2006 wurde bekanntgegeben, dass der Österreicher Christian Klien vorzeitig aus seinem bis zum Ende der Saison laufenden Vertrag bei Red Bull Racing entlassen wurde. Seinen Platz nahm der bis dahin dritte Mann im Team Robert Doornbos ein.
Pedro de la Rosa ersetzte ab dem Großen Preis von Frankreich Juan Pablo Montoya, der in die NASCAR Series wechselte.

## Teams und Fahrer
| Bild             | Team                              | Chassis                    | Motor                | Reifen | Nr. | Fahrer               | Rennen | Nr. | Dritter Fahrer                                                               | Testfahrer                                                                  |
| ---------------- | --------------------------------- | -------------------------- | -------------------- | ------ | --- | -------------------- | ------ | --- | ---------------------------------------------------------------------------- | --------------------------------------------------------------------------- |
| Renault R26      | Mild Seven Renault F1 Team        | Renault R26                | Renault 2.4 V8       | M      | 01  | Fernando Alonso      | 1–18   |     | —1                                                                           | Jonathan Cochet Heikki Kovalainen José María López Nelson Piquet junior     |
| Renault R26      | Mild Seven Renault F1 Team        | Renault R26                | Renault 2.4 V8       | M      | 02  | Giancarlo Fisichella | 1–18   |     | —1                                                                           | Jonathan Cochet Heikki Kovalainen José María López Nelson Piquet junior     |
| McLaren MP4-21   | Team McLaren Mercedes             | McLaren MP4-21             | Mercedes-Benz 2.4 V8 | M      | 03  | Kimi Räikkönen       | 1–18   |     | —1                                                                           | Lewis Hamilton Gary Paffett Pedro de la Rosa                                |
| McLaren MP4-21   | Team McLaren Mercedes             | McLaren MP4-21             | Mercedes-Benz 2.4 V8 | M      | 04  | Juan Pablo Montoya   | 1–10   |     | —1                                                                           | Lewis Hamilton Gary Paffett Pedro de la Rosa                                |
| McLaren MP4-21   | Team McLaren Mercedes             | McLaren MP4-21             | Mercedes-Benz 2.4 V8 | M      | 04  | Pedro de la Rosa     | 11–18  |     | —1                                                                           | Lewis Hamilton Gary Paffett Pedro de la Rosa                                |
| Ferrari 248F1    | Scuderia Ferrari Marlboro         | Ferrari 248 F1             | Ferrari 2.4 V8       | B      | 05  | Michael Schumacher   | 1–18   |     | —1                                                                           | Luca Badoer Marc Gené                                                       |
| Ferrari 248F1    | Scuderia Ferrari Marlboro         | Ferrari 248 F1             | Ferrari 2.4 V8       | B      | 06  | Felipe Massa         | 1–18   |     | —1                                                                           | Luca Badoer Marc Gené                                                       |
| Toyota TF106     | Panasonic Toyota Racing           | Toyota TF106 Toyota TF106B | Toyota 2.4 V8        | B      | 07  | Ralf Schumacher      | 1–18   |     | —1                                                                           | Olivier Panis Andy Souček Ricardo Zonta                                     |
| Toyota TF106     | Panasonic Toyota Racing           | Toyota TF106 Toyota TF106B | Toyota 2.4 V8        | B      | 08  | Jarno Trulli         | 1–18   |     | —1                                                                           | Olivier Panis Andy Souček Ricardo Zonta                                     |
| Williams FW28    | Williams F1 Team                  | Williams FW28              | Cosworth 2.4 V8      | B      | 09  | Mark Webber          | 1–18   | 35  | Alexander Wurz                                                               | Narain Karthikeyan                                                          |
| Williams FW28    | Williams F1 Team                  | Williams FW28              | Cosworth 2.4 V8      | B      | 10  | Nico Rosberg         | 1–18   | 35  | Alexander Wurz                                                               | Narain Karthikeyan                                                          |
| Honda RA106      | Lucky Strike Honda Racing F1 Team | Honda RA106                | Honda 2.4 V8         | M      | 11  | Rubens Barrichello   | 1–18   | 36  | Anthony Davidson                                                             | Marco Andretti Adam Carroll Danilo Dirani James Rossiter Alan van der Merwe |
| Honda RA106      | Lucky Strike Honda Racing F1 Team | Honda RA106                | Honda 2.4 V8         | M      | 12  | Jenson Button        | 1–18   | 36  | Anthony Davidson                                                             | Marco Andretti Adam Carroll Danilo Dirani James Rossiter Alan van der Merwe |
| Red Bull RB2     | Red Bull Racing                   | Red Bull RB2               | Ferrari 2.4 V8       | M      | 14  | David Coulthard      | 1–18   | 37  | Michael Ammermüller Robert Doornbos                                          | Michael Ammermüller Robert Doornbos                                         |
| Red Bull RB2     | Red Bull Racing                   | Red Bull RB2               | Ferrari 2.4 V8       | M      | 15  | Christian Klien      | 1–15   | 37  | Michael Ammermüller Robert Doornbos                                          | Michael Ammermüller Robert Doornbos                                         |
| Red Bull RB2     | Red Bull Racing                   | Red Bull RB2               | Ferrari 2.4 V8       | M      | 15  | Robert Doornbos      | 16–18  | 37  | Michael Ammermüller Robert Doornbos                                          | Michael Ammermüller Robert Doornbos                                         |
| BMW-Sauber F1.06 | BMW Sauber F1 Team                | BMW Sauber F1.06           | BMW 2.4 V8           | M      | 16  | Nick Heidfeld        | 1–18   | 38  | Robert Kubica Sebastian Vettel                                               | Marco Holzer                                                                |
| BMW-Sauber F1.06 | BMW Sauber F1 Team                | BMW Sauber F1.06           | BMW 2.4 V8           | M      | 17  | Jacques Villeneuve   | 1–12   | 38  | Robert Kubica Sebastian Vettel                                               | Marco Holzer                                                                |
| BMW-Sauber F1.06 | BMW Sauber F1 Team                | BMW Sauber F1.06           | BMW 2.4 V8           | M      | 17  | Robert Kubica        | 13–18  | 38  | Robert Kubica Sebastian Vettel                                               | Marco Holzer                                                                |
| Midland M16      | MF1 Racing2 Spyker MF1 Team       | Midland M16                | Toyota 2.4 V8        | B      | 18  | Tiago Monteiro       | 1–18   | 39  | Giorgio Mondini Alexandre Prémat Adrian Sutil Ernesto Viso Markus Winkelhock | Fabrizio del Monte Roman Russinow Ronnie Quintarelli Adrián Vallés          |
| Midland M16      | MF1 Racing2 Spyker MF1 Team       | Midland M16                | Toyota 2.4 V8        | B      | 19  | Christijan Albers    | 1–18   | 39  | Giorgio Mondini Alexandre Prémat Adrian Sutil Ernesto Viso Markus Winkelhock | Fabrizio del Monte Roman Russinow Ronnie Quintarelli Adrián Vallés          |
| Toro Rosso STR1  | Scuderia Toro Rosso               | Toro Rosso STR1            | Cosworth 3.0 V10     | M      | 20  | Vitantonio Liuzzi    | 1–18   | 40  | Neel Jani                                                                    | Neel Jani                                                                   |
| Toro Rosso STR1  | Scuderia Toro Rosso               | Toro Rosso STR1            | Cosworth 3.0 V10     | M      | 21  | Scott Speed          | 1–18   | 40  | Neel Jani                                                                    | Neel Jani                                                                   |
| Super Aguri SA06 | Super Aguri Formula 1             | Super Aguri SA05 SA06      | Honda 2.4 V8         | B      | 22  | Takuma Satō          | 1–18   | 41  | Franck Montagny Sakon Yamamoto                                               | Yūji Ide                                                                    |
| Super Aguri SA06 | Super Aguri Formula 1             | Super Aguri SA05 SA06      | Honda 2.4 V8         | B      | 23  | Yūji Ide             | 1–4    | 41  | Franck Montagny Sakon Yamamoto                                               | Yūji Ide                                                                    |
| Super Aguri SA06 | Super Aguri Formula 1             | Super Aguri SA05 SA06      | Honda 2.4 V8         | B      | 23  | Franck Montagny      | 5–11   | 41  | Franck Montagny Sakon Yamamoto                                               | Yūji Ide                                                                    |
| Super Aguri SA06 | Super Aguri Formula 1             | Super Aguri SA05 SA06      | Honda 2.4 V8         | B      | 23  | Sakon Yamamoto       | 12–18  | 41  | Franck Montagny Sakon Yamamoto                                               | Yūji Ide                                                                    |

1 Die ersten vier Teams der vorhergehenden Saison durften keinen dritten Fahrer bei den Freitags-Trainings einsetzen.
2 Das Team startete ab dem 15. Rennen (Großer Preis von Italien) unter dem Namen des neuen Mehrheitseigners Spyker.

## Rennkalender
| Nr. | Datum         | Grand Prix (Strecke)         | Distanz (km) | Sieger                         | Zweiter                               | Dritter                               | Pole- Position                    | Schnellste Rennrunde              | Gesamtführender Fahrer       | Gesamtführender Konstrukteur |
| --- | ------------- | ---------------------------- | ------------ | ------------------------------ | ------------------------------------- | ------------------------------------- | --------------------------------- | --------------------------------- | ---------------------------- | ---------------------------- |
| 01  | 12. März      | Bahrain (as-Sachir)          | 308,769      | Fernando Alonso (Renault)      | Michael Schumacher (Ferrari)          | Kimi Räikkönen (McLaren-Mercedes)     | Michael Schumacher (Ferrari)      | Nico Rosberg (Williams-Cosworth)  | Fernando Alonso (Renault)    | Renault                      |
| 02  | 19. März      | Malaysia (Sepang)            | 310,408      | Giancarlo Fisichella (Renault) | Fernando Alonso (Renault)             | Jenson Button (Honda)                 | Giancarlo Fisichella (Renault)    | Fernando Alonso (Renault)         | Fernando Alonso (Renault)    | Renault                      |
| 03  | 2. April      | Australien (Melbourne)       | 307,574      | Fernando Alonso (Renault)      | Kimi Räikkönen (McLaren-Mercedes)     | Ralf Schumacher (Toyota)              | Jenson Button (Honda)             | Kimi Räikkönen (McLaren-Mercedes) | Fernando Alonso (Renault)    | Renault                      |
| 04  | 23. April     | San Marino (Imola)           | 305,609      | Michael Schumacher (Ferrari)   | Fernando Alonso (Renault)             | Juan Pablo Montoya (McLaren-Mercedes) | Michael Schumacher (Ferrari)      | Fernando Alonso (Renault)         | Fernando Alonso (Renault)    | Renault                      |
| 05  | 7. Mai        | Europa (Nürburg)             | 308,863      | Michael Schumacher (Ferrari)   | Fernando Alonso (Renault)             | Felipe Massa (Ferrari)                | Fernando Alonso (Renault)         | Michael Schumacher (Ferrari)      | Fernando Alonso (Renault)    | Renault                      |
| 06  | 14. Mai       | Spanien (Montmeló)           | 305,256      | Fernando Alonso (Renault)      | Michael Schumacher (Ferrari)          | Giancarlo Fisichella (Renault)        | Fernando Alonso (Renault)         | Felipe Massa (Ferrari)            | Fernando Alonso (Renault)    | Renault                      |
| 07  | 28. Mai       | Monaco (Monte Carlo)         | 260,520      | Fernando Alonso (Renault)      | Juan Pablo Montoya (McLaren-Mercedes) | David Coulthard (Red Bull-Ferrari)    | Fernando Alonso (Renault)         | Michael Schumacher (Ferrari)      | Fernando Alonso (Renault)    | Renault                      |
| 08  | 11. Juni      | Großbritannien (Silverstone) | 308,355      | Fernando Alonso (Renault)      | Michael Schumacher (Ferrari)          | Kimi Räikkönen (McLaren-Mercedes)     | Fernando Alonso (Renault)         | Fernando Alonso (Renault)         | Fernando Alonso (Renault)    | Renault                      |
| 09  | 25. Juni      | Kanada (Montréal)            | 305,270      | Fernando Alonso (Renault)      | Michael Schumacher (Ferrari)          | Kimi Räikkönen (McLaren-Mercedes)     | Fernando Alonso (Renault)         | Kimi Räikkönen (McLaren-Mercedes) | Fernando Alonso (Renault)    | Renault                      |
| 10  | 2. Juli       | USA (Indianapolis)           | 306,016      | Michael Schumacher (Ferrari)   | Felipe Massa (Ferrari)                | Giancarlo Fisichella (Renault)        | Michael Schumacher (Ferrari)      | Michael Schumacher (Ferrari)      | Fernando Alonso (Renault)    | Renault                      |
| 11  | 16. Juli      | Frankreich (Magny-Cours)     | 308,586      | Michael Schumacher (Ferrari)   | Fernando Alonso (Renault)             | Felipe Massa (Ferrari)                | Michael Schumacher (Ferrari)      | Michael Schumacher (Ferrari)      | Fernando Alonso (Renault)    | Renault                      |
| 12  | 30. Juli      | Deutschland (Hockenheim)     | 306,485      | Michael Schumacher (Ferrari)   | Felipe Massa (Ferrari)                | Kimi Räikkönen (McLaren-Mercedes)     | Kimi Räikkönen (McLaren-Mercedes) | Michael Schumacher (Ferrari)      | Fernando Alonso (Renault)    | Renault                      |
| 13  | 6. August     | Ungarn (Mogyoród)            | 306,663      | Jenson Button (Honda)          | Pedro de la Rosa (McLaren-Mercedes)   | Nick Heidfeld (BMW-Sauber)            | Kimi Räikkönen (McLaren-Mercedes) | Felipe Massa (Ferrari)            | Fernando Alonso (Renault)    | Renault                      |
| 14  | 27. August    | Türkei (Istanbul)            | 309,396      | Felipe Massa (Ferrari)         | Fernando Alonso (Renault)             | Michael Schumacher (Ferrari)          | Felipe Massa (Ferrari)            | Michael Schumacher (Ferrari)      | Fernando Alonso (Renault)    | Renault                      |
| 15  | 10. September | Italien (Monza)              | 306,720      | Michael Schumacher (Ferrari)   | Kimi Räikkönen (McLaren-Mercedes)     | Robert Kubica (BMW-Sauber)            | Kimi Räikkönen (McLaren-Mercedes) | Kimi Räikkönen (McLaren-Mercedes) | Fernando Alonso (Renault)    | Ferrari                      |
| 16  | 1. Oktober    | China (Shanghai)             | 305,256      | Michael Schumacher (Ferrari)   | Fernando Alonso (Renault)             | Giancarlo Fisichella (Renault)        | Fernando Alonso (Renault)         | Fernando Alonso (Renault)         | Michael Schumacher (Ferrari) | Renault                      |
| 17  | 8. Oktober    | Japan (Suzuka)               | 307,573      | Fernando Alonso (Renault)      | Felipe Massa (Ferrari)                | Giancarlo Fisichella (Renault)        | Felipe Massa (Ferrari)            | Fernando Alonso (Renault)         | Fernando Alonso (Renault)    | Renault                      |
| 18  | 22. Oktober   | Brasilien (São Paulo)        | 305,909      | Felipe Massa (Ferrari)         | Fernando Alonso (Renault)             | Jenson Button (Honda)                 | Felipe Massa (Ferrari)            | Michael Schumacher (Ferrari)      | Fernando Alonso (Renault)    | Renault                      |

## Rennberichte

### Großer Preis von Bahrain
| Platz | Fahrer             | Team              | Zeit        |
| ----- | ------------------ | ----------------- | ----------- |
| 1     | Fernando Alonso    | Renault           | 1:29:46,205 |
| 2     | Michael Schumacher | Ferrari           | + 1,246     |
| 3     | Kimi Räikkönen     | McLaren-Mercedes  | + 19,360    |
| PP    | Michael Schumacher | Ferrari           | 1:31,431    |
| SR    | Nico Rosberg       | Williams-Cosworth | 1:32,408    |

Der Große Preis von Bahrain auf dem Bahrain International Circuit fand am 12. März 2006 statt und ging über eine Distanz von 57 Runden à 5,417 km, also insgesamt 308,238 km.
Am Vortag erreichte Michael Schumacher im Ferrari die Pole-Position mit einer Zeit von 1:31,431 vor seinem Teamkollegen Felipe Massa. Er zog damit mit dem Brasilianer Ayrton Senna gleich, der ebenfalls 65 Pole Positions erringen konnte. Der Rennstart verlief bis auf einen Dreher von Nick Heidfeld, der von Nico Rosberg angestoßen wurde, problemlos.
Entscheidend für den Rennverlauf war die Tankstoppstrategie. Kimi Räikkönen konnte mit seiner Ein-Stopp-Strategie trotz des letzten Startplatzes noch Platz drei erreichen. Schumacher und Alonso waren beide mit einer Zwei-Stopp-Strategie unterwegs. Beim letzten Stopp sicherte sich Fernando Alonso knapp den ersten Platz vor Schumacher. Die schnellste Rennrunde fuhr Rosberg mit 1:32,408 Minuten in seiner 42. Runde kurz vor seinem zweiten Tankstopp.
Von 22 gestarteten Fahren erreichten 18 das Ziel. Nur Ide, Villeneuve, Fisichella und Albers schieden im Rennverlauf aus.

### Großer Preis von Malaysia
| Platz | Fahrer               | Team    | Zeit        |
| ----- | -------------------- | ------- | ----------- |
| 1     | Giancarlo Fisichella | Renault | 1:30:40,529 |
| 2     | Fernando Alonso      | Renault | + 4,585     |
| 3     | Jenson Button        | Honda   | + 19,360    |
| PP    | Giancarlo Fisichella | Renault | 1:33.840    |
| SR    | Fernando Alonso      | Renault | 1:34.803    |

Der Große Preis von Malaysia auf dem Sepang International Circuit fand am 19. März 2006 statt und ging über eine Distanz von 56 Runden à 5,543 km, also insgesamt 310,408 km.
Das Rennwochenende begann mit erheblichen Motorenproblemen: sowohl die beiden Ferrari-Piloten Michael Schumacher und Felipe Massa, sowie der Toyota-Fahrer Ralf Schumacher, als auch Red-Bull-Fahrer David Coulthard und Hondas Rubens Barrichello mussten bei ihren Wagen den Motor wechseln, was für jeden von ihnen eine Verschlechterung der Startplatzierung um zehn Ränge bedeutete.
Der Schnellste im Qualifying war Giancarlo Fisichella im Renault. Im Rennen konnte er seine Pole-Position in einen Sieg umsetzen. Der Start verlief besonders gut für Alonso, der sich von Startplatz 7 auf Rang 3 verbessern konnte.
Unglücklich verlief die erste Runde für Räikkönen und Klien: die beiden kollidierten, Raikkönen musste das Rennen direkt beenden, Klien folgte mit einem Defekt in Runde 26. Weitere sechs Fahrer fielen ebenfalls aus: Rosberg, Coulthard, Webber, Ide, Speed und Heidfeld. Die schnellste Rennrunde wurde mit einer Zeit von 1:34,803 Minuten von Alonso gefahren.

### Großer Preis von Australien
| Platz | Fahrer          | Team             | Zeit     |
| ----- | --------------- | ---------------- | -------- |
| 1     | Fernando Alonso | Renault          | 1:34,870 |
| 2     | Kimi Räikkönen  | McLaren-Mercedes | + 1,829  |
| 3     | Ralf Schumacher | Toyota           | + 24,824 |
| PP    | Jenson Button   | Honda            | 1:25,229 |
| SR    | Kimi Räikkönen  | McLaren-Mercedes | 1:26,045 |

Der Große Preis von Australien auf dem Albert Park Circuit in Melbourne fand am 2. April 2006 statt und ging über eine Distanz von 58 Runden à 5,303 km, also insgesamt 307,574 km.
Das Rennen startete erst nach einer erneuten Einführungsrunde, weil Giancarlo Fisichella am Start stehen blieb. Jenson Button verteidigte anfangs seine Pole-Position, verlor die Führung allerdings schon im Verlaufe der 1. Runde an Fernando Alonso. Das Rennen war geprägt von zahlreichen Unfällen (Felipe Massa, Michael Schumacher, Juan-Pablo Montoya u. a.) und den daraus folgenden Safety-Car-Phasen.
Alonso konnte sich nach den jeweiligen Re-Starts immer souverän von seinen Verfolgern absetzen und fuhr einen ungefährdeten Sieg vor Kimi Räikkönen heraus. Ralf Schumacher fuhr trotz einer Strafe (zu schnell in den Boxen) auf den 3. Platz.
Jenson Button, der nie mit Alonso und Räikkönen mithalten konnte, erlitt in der letzten Kurve einen Motorschaden, hielt seinen Honda aber noch kurz vor der Ziellinie an. Button blieb ohne WM-Punkte, konnte sich mit dieser Haltung aber eine Rückstufung um 10 Plätze (wegen des notwendigen Motorenwechsels) beim nächsten Rennen in Imola ersparen. Der ursprünglich auf dem 8. Platz liegende Scott Speed erhielt wegen Überholens von David Coulthard unter gelber Flagge eine Zeitstrafe und wurde so nur Neunter.
Die schnellste Rennrunde fuhr Kimi Räikkönen in der vorletzten Runde mit 1:26,045 Minuten.

### Großer Preis von San Marino
| Platz | Fahrer             | Team             | Zeit         |
| ----- | ------------------ | ---------------- | ------------ |
| 1     | Michael Schumacher | Ferrari          | 1:31:046,486 |
| 2     | Fernando Alonso    | Renault          | + 2,096      |
| 3     | Juan Pablo Montoya | McLaren-Mercedes | + 15,868     |
| PP    | Michael Schumacher | Ferrari          | 1:22,795     |
| SR    | Fernando Alonso    | Renault          | 1:24,569     |

Der Große Preis von San Marino auf dem Autodromo Enzo e Dino Ferrari in Imola fand am 23. April 2006 statt und ging über eine Distanz von 62 Runden à 4,933 km, also insgesamt 305,609 km.
Die Poleposition konnte Michael Schumacher im Ferrari mit einer Zeit von 1:22.795 Minuten einfahren. Es war seine 66. Poleposition überhaupt und damit ein neuer Rekord (der alte Rekordhalter war Ayrton Senna). Auf den weiteren Plätzen folgten Jenson Button und Rubens Barrichello im Honda.
Beim Start konnte Michael Schumacher seine Führungsposition vor Button halten. Fernando Alonso konnte, von Platz 5 gestartet, einen Platz gewinnen. Bereits ein paar Kurven später kollidierte der letztplatzierte Yūji Ide im Super Aguri mit dem vor ihm fahrenden Christijan Albers. Der Holländer überschlug sich sechsmal, konnte aber unverletzt aus dem auf dem Kopf gelandeten Wrack aussteigen. Nach der darauffolgenden Safety-Car-Phase fuhr Schumacher vorneweg und konnte sich bis zu seinem Stopp einen komfortablen Vorsprung herausfahren. In Runde 30, als Jenson Button seinen ersten Stopp absolvierte, hob der Lollipop-Mann sein Schild zu früh, und gab damit dem Fahrer das Signal, loszufahren. Button riss dabei seine halbe Mechanikercrew und den Tankschlauch mit. Bei diesem Zwischenfall gab es aber keine Verletzten.
Nach den ersten Boxenstopps lag Schumacher wieder vorne, vor seinem Teamkollegen Felipe Massa und dem amtierenden Weltmeister Fernando Alonso. Nach Massas zweitem Stopp, dieser hatte inzwischen Alonso in Schach gehalten, wurde Schumacher plötzlich 1,5 Sekunden pro Runde langsamer und hatte bis zu seinem zweiten Stopp große Probleme, Alonso hinter sich zu halten. Überraschenderweise ging der Spanier zuerst an die Box, Schumacher kam eine Runde später und behielt die Führung. Beide lieferten sich einen Kampf bis zum Rennende, den Schumacher am Ende für sich entscheiden konnte. Schumacher fuhr seinen 85. Sieg ein, Ferrari seinen 183.
David Coulthard, Takuma Satō, Christian Klien, Yūji Ide, Jarno Trulli und Christijan Albers erreichten nicht das Ziel. Alonso fuhr die schnellste Rennrunde (1:24.569 Minuten).

### Großer Preis von Europa
| Platz | Fahrer             | Team    | Zeit        |
| ----- | ------------------ | ------- | ----------- |
| 1     | Michael Schumacher | Ferrari | 1:35:58,765 |
| 2     | Fernando Alonso    | Renault | + 3,751     |
| 3     | Felipe Massa       | Ferrari | 4,447       |
| PP    | Fernando Alonso    | Renault | 1:29,819    |
| SR    | Michael Schumacher | Ferrari | 1:32,099    |

Der Große Preis von Europa auf dem Nürburgring fand am 7. Mai 2006 statt und ging über eine Distanz von 60 Runden à 5,148 km, also insgesamt 308,863 km.
Fernando Alonso erreichte im Qualifying die Poleposition knapp vor Michael Schumacher. Das Rennen wurde vom Duell dieser beiden Kontrahenten bestimmt. Bis zum zweiten Boxenstopp konnte Alonso seine Führung vor Schumacher verteidigen. Diesen Stopp machte Alonso drei Runden vor Schumacher, der die Zeit nutzte, um einen Vorsprung herauszufahren und das Rennen zu gewinnen.
Die schnellste Rennrunde fuhr Michael Schumacher mit 1:32,099 Minuten. Ralf Schumacher, Juan Pablo Montoya, Takuma Satō, Franck Montagny, Jenson Button, Christian Klien und Mark Webber fielen mit technischen Problemen aus. David Coulthard und Vitantonio Liuzzi konnten das Rennen wegen eines Unfalls kurz nach dem Start, der eine rundenlange Safety-Car-Phase nach sich zog, nicht zu Ende fahren.

### Großer Preis von Spanien
| Platz | Fahrer               | Team    | Zeit        |
| ----- | -------------------- | ------- | ----------- |
| 1     | Fernando Alonso      | Renault | 1:26:21,759 |
| 2     | Michael Schumacher   | Ferrari | + 18,502    |
| 3     | Giancarlo Fisichella | Renault | + 23,951    |
| PP    | Fernando Alonso      | Renault | 1:14,648    |
| SR    | Felipe Massa         | Ferrari | 1:16,648    |

Der Große Preis von Spanien auf dem Circuit de Catalunya bei Barcelona fand am 14. Mai 2006 statt und ging über eine Distanz von 66 Runden à 4,627 km, also insgesamt 305,256 km.
Die Renault dominierten die Qualifikation, Fernando Alonso fuhr bei seinem Heimrennen auf die Poleposition, Teamkollege Giancarlo Fisichella auf Platz zwei vor den beiden Ferraris, wobei Michael Schumacher das interne Stallduell gegen Felipe Massa gewann.
Auch das Rennen wurde von Renault beherrscht. Michael Schumacher konnte durch eine günstige Boxenstoppstrategie beim ersten Stopp Fisichella vom zweiten Platz verdrängen. Der Sieg von Alonso war jedoch zu keiner Zeit gefährdet.
Die schnellste Rennrunde fuhr Felipe Massa in einer Zeit von 1:16,648 Minuten. 17 von 22 Fahrern konnten das Rennen beenden, nur Christijan Albers, Scott Speed, Ralf Schumacher, Juan Pablo Montoya und Franck Montagny schieden mit technischen Defekten aus.

### Großer Preis von Monaco
| Platz | Fahrer             | Team             | Zeit        |
| ----- | ------------------ | ---------------- | ----------- |
| 1     | Fernando Alonso    | Renault          | 1:43:43,116 |
| 2     | Juan Pablo Montoya | McLaren-Mercedes | + 14,567    |
| 3     | David Coulthard    | Red Bull-Ferrari | + 52,298    |
| PP    | Michael Schumacher | Ferrari          | 1:13,898    |
| SR    | Michael Schumacher | Ferrari          | 1:15,143    |

Der Große Preis von Monaco auf dem Circuit de Monaco fand am 28. Mai 2006 statt und ging über eine Distanz von 78 Runden à 3,340 km, also insgesamt 260,520 km.
Die Poleposition sicherte sich Michael Schumacher im Ferrari vor dem amtierenden Weltmeister Fernando Alonso im Renault. Schumacher wurde aber auf den letzten Startplatz zurückgestuft, weil er in der letzten Runde des Qualifikationstrainings ohne offensichtlichen Grund stehengeblieben war und damit seinen Konkurrenten die Chance auf eine letzte schnelle Runde genommen hatte. Die Poleposition hatte damit Fernando Alonso.
Das Ziel erreichten 16 von 22 Fahrern, Nico Rosberg schied wegen eines technischen Defektes aus. Kimi Räikkönen fiel nach hartem Duell mit Fernando Alonso um die Führung mit Motorschaden an seinem McLaren-Mercedes aus.
Die schnellste Runde des Rennens fuhr Michael Schumacher in 1:15,143 Minuten.

### Großer Preis von Großbritannien
| Platz | Fahrer             | Team             | Zeit        |
| ----- | ------------------ | ---------------- | ----------- |
| 1     | Fernando Alonso    | Renault          | 1:25:51,927 |
| 2     | Michael Schumacher | Ferrari          | + 13,951    |
| 3     | Kimi Räikkönen     | McLaren-Mercedes | + 18,672    |
| PP    | Fernando Alonso    | Renault          | 1:20,253    |
| SR    | Fernando Alonso    | Renault          | 1:21,599    |

Der Große Preis von Großbritannien auf dem Silverstone Circuit fand am 11. Juni 2006 statt und ging über eine Distanz von 60 Runden à 5,141 km, also insgesamt 308,355 km.
Alonso fuhr von der Poleposition aus startend einen souveränen und ungefährdeten Sieg heraus. Die schnellste Rennrunde erreichte ebenfalls Alonso in 1:21,599 Minuten.
In der Mitte des Rennens überholte Michael Schumacher beim Boxenstopp den auf Platz zwei gelegenen Kimi Räikkönen und gab diesen Platz bis zum Ziel nicht mehr ab. Am Ende des Rennens wurde Räikkönens dritter Platz von Giancarlo Fisichella bedrängt, aber nicht genommen. McLaren-Mercedes konnte seine gute Form vom Großen Preis von Monaco hier nicht bestätigen.

### Großer Preis von Kanada
| Platz | Fahrer             | Team             | Zeit        |
| ----- | ------------------ | ---------------- | ----------- |
| 1     | Fernando Alonso    | Renault          | 1:34:37,308 |
| 2     | Michael Schumacher | Ferrari          | + 2,111     |
| 3     | Kimi Räikkönen     | McLaren-Mercedes | + 8,813     |
| PP    | Fernando Alonso    | Renault          | 1:14,942    |
| SR    | Kimi Räikkönen     | McLaren-Mercedes | 1:15,841    |

Der Große Preis von Kanada auf dem Circuit Gilles-Villeneuve in Montreal fand am 25. Juni 2006 statt und ging über eine Distanz von 70 Runden à 4,361 km, also insgesamt 305,270 km.
Fernando Alonso gewann das Rennen von der Poleposition startend. Kimi Räikkönen, nach dem Qualifying auf dem 2. Platz, unterlief ein Fahrfehler und wurde in der vorletzten Runde von Michael Schumacher überholt.
Die schnellste Rennrunde fuhr Räikkönen mit 1:15,841 Minuten. Mit Villeneuve, Ralf Schumacher, Montoya, Barrichello, Montagny, Rosberg und Albers konnten 7 von 22 gestarteten Fahrern das Rennen nicht beenden.

### Großer Preis der USA
| Platz | Fahrer               | Team    | Zeit        |
| ----- | -------------------- | ------- | ----------- |
| 1     | Michael Schumacher   | Ferrari | 1:34:35,199 |
| 2     | Felipe Massa         | Ferrari | + 7,984     |
| 3     | Giancarlo Fisichella | Renault | + 16,595    |
| PP    | Michael Schumacher   | Ferrari | 1:10,832    |
| SR    | Michael Schumacher   | Ferrari | 1:12,719    |

Der Große Preis der USA auf dem Indianapolis Motor Speedway fand am 2. Juli 2006 statt und ging über eine Distanz von 73 Runden à 4,195 km, also insgesamt 306,235 km.
Felipe Massa konnte sich durch einen guten Start in Führung bringen. Bereits in der ersten Runde gab es eine Reihe von Ausfällen nach einem Massencrash.
Nach seinem ersten Boxenstopp übernahm der von der Poleposition gestartete Michael Schumacher die Führung. Danach steuerte er seinen Ferrari unangefochten zum Sieg. Die schnellste Rennrunde fuhr ebenfalls Michael Schumacher in 1:12,719 Minuten.

### Großer Preis von Frankreich
| Platz | Fahrer             | Team    | Zeit        |
| ----- | ------------------ | ------- | ----------- |
| 1     | Michael Schumacher | Ferrari | 1:32:07,803 |
| 2     | Fernando Alonso    | Renault | + 10,131    |
| 3     | Felipe Massa       | Ferrari | + 25,546    |
| PP    | Michael Schumacher | Ferrari | 1:15,493    |
| SR    | Michael Schumacher | Ferrari | 1:17,111    |

Der Große Preis von Frankreich auf dem Circuit de Nevers Magny-Cours fand am 16. Juli 2006 statt und ging über eine Distanz von 70 Runden à 4,411 km, also insgesamt 308,586 km.
Die Poleposition sicherte sich Michael Schumacher vor Massa und Alonso. Im Rennen dominierte Schumacher und konnte zum achten Mal diesen Grand Prix gewinnen, außerdem fuhr er mit 1:17,111 Minuten die schnellste Rennrunde.
Alonso konnte den zweiten Platz erreichen, da Massa einen dritten Boxenstopp einlegen musste, wobei Alonso ihn überholen konnte. Dadurch büßte Alonso nur zwei Punkte in der WM-Wertung auf Schumacher ein.

### Großer Preis von Deutschland
| Platz | Fahrer             | Team             | Zeit        |
| ----- | ------------------ | ---------------- | ----------- |
| 1     | Michael Schumacher | Ferrari          | 1:27:51,693 |
| 2     | Felipe Massa       | Ferrari          | + 0,720     |
| 3     | Kimi Räikkönen     | McLaren-Mercedes | + 13,206    |
| PP    | Kimi Räikkönen     | McLaren-Mercedes | 1:14.070    |
| SR    | Michael Schumacher | Ferrari          | 1:16,357    |

Der Große Preis von Deutschland auf dem Hockenheimring fand am 30. Juli 2006 statt und ging über eine Distanz von 67 Runden à 4,574 km, also insgesamt 306,458 km.
Kimi Räikkönen startete von der Poleposition, musste aber, weil er leichtbetankt ins Rennen ging, nach wenigen Runden in die Box. Nach Problemen beim Stopp fiel er zunächst auf Platz 8 zurück. Michael Schumacher übernahm dadurch die Führung. Ferrari überraschte mit außergewöhnlicher Überlegenheit und fuhr einen souveränen und ungefährdeten Doppelsieg heraus. Weltmeister Alonso brachte seinen Wagen als Fünfter ins Ziel. Räikkönen wurde Dritter und erreichte das erste Mal in seiner Karriere in Hockenheim das Ziel. Die schnellste Rennrunde ging an Michael Schumacher mit der Zeit von 1:16,357 Minuten in der 17. Runde.

### Großer Preis von Ungarn
| Platz | Fahrer           | Team             | Zeit        |
| ----- | ---------------- | ---------------- | ----------- |
| 1     | Jenson Button    | Honda            | 1:52:20.941 |
| 2     | Pedro de la Rosa | McLaren-Mercedes | + 30,837    |
| 3     | Nick Heidfeld    | BMW Sauber       | + 43,822    |
| PP    | Kimi Räikkönen   | McLaren-Mercedes | 1:19,599    |
| SR    | Felipe Massa     | Ferrari          | 1:23,516    |

Der Große Preis von Ungarn auf dem Hungaroring bei Budapest fand am 6. August 2006 statt und ging über eine Distanz von 70 Runden à 4,381 km, also insgesamt 306,663 km.
Sowohl Fernando Alonso als auch Michael Schumacher fuhren im Qualifying mit dem Handicap, dass auf jede ihrer Qualifying-Zeiten zwei Sekunden aufgeschlagen wurden. Alonso bekam jeweils eine Sekunde Strafe für eine von ihm verschuldete gefährliche Situation im Zusammentreffen mit Doornbos und für Überholen unter gelber Flagge. Schumacher erhielt seine Strafe für Überholen unter roter Flagge. Dadurch konnte sich Schumacher lediglich für Startplatz 11 und Alonso für Startplatz 15 qualifizieren.
Nach dem Start übernahm Kimi Räikkönen die Führung. Von Platz 15 gestartet kämpfte sich Alonso auf größtenteils nasser Strecke in der Folgezeit und nach einer furiosen Aufholjagd bis an die Spitze vor. Nach seinem zweiten Boxenstopp kam er durch zwei verlorene Radschrauben jedoch von der Strecke ab und musste aufgeben. Kimi Räikkönen kollidierte beim Überrunden mit Liuzzi.
So führte im letzten Renndrittel der ebenfalls von weit hinten gestartete Jenson Button vor Michael Schumacher. Während die nachfolgenden de la Rosa, Heidfeld und Barrichello immer mehr aufschlossen, versuchte Schumacher mit seinem abgefahrenen Reifensatz bis ins Ziel zu kommen. Er fiel jedoch drei Runden vor Schluss mit defekter Radaufhängung aus. Da er bereits 75 % der Renndistanz zurückgelegt hatte, wurde er noch als Neunter gewertet. Nach der Disqualifikation von Kubica (das Auto des Polen war beim Wiegen nach dem Rennen zwei Kilogramm zu leicht) rückte Schumacher gar auf den achten Platz vor, was dem Deutschen einen WM-Punkt einbrachte.
Jenson Button gewann nach einem fehlerfreien Rennen seinen ersten Grand Prix vor dem ebenfalls starken Pedro de la Rosa. Nick Heidfeld sicherte dem BMW-Sauber-Team mit seinem 3. Rang erstmals einen Platz auf dem Siegerpodest. Die schnellste Rennrunde, die Felipe Massa in der 65. Runde mit einer Zeit von 1:23,516 Minuten fuhr, ging auch in diesem Rennen an einen Ferrari-Piloten.

### Großer Preis der Türkei
| Platz | Fahrer             | Team    | Zeit        |
| ----- | ------------------ | ------- | ----------- |
| 1     | Felipe Massa       | Ferrari | 1:28:51,082 |
| 2     | Fernando Alonso    | Renault | + 5,575     |
| 3     | Michael Schumacher | Ferrari | + 5,656     |
| PP    | Felipe Massa       | Ferrari | 1:26,907    |
| SR    | Michael Schumacher | Ferrari | 1:28,005    |

Der Große Preis der Türkei auf dem Istanbul Park Circuit fand am 27. August 2006 statt und ging über eine Distanz von 58 Runden à 5,338 km, also insgesamt 309,356 km.
Direkt nach dem Start fielen Kimi Räikkönen und Tiago Monteiro durch einen Unfall aus, in den noch zahlreiche andere Fahrer verwickelt waren, die zwar einige Plätze verloren, aber weiterfahren konnten.
Felipe Massa konnte seine erste Poleposition in seinen ersten Formel-1-Sieg umsetzen. Der von Platz zwei gestartete Michael Schumacher wurde u. a. infolge eines Fahrfehlers nur Dritter und verlor dadurch weitere zwei Punkte in der WM-Wertung an den zweitplatzierten Fernando Alonso.
Die schnellste Rennrunde fuhr Michael Schumacher in 1:28,005 Minuten.
Nach dem Rennen kam es zu einem politischen Eklat, da der international nur von der Türkei anerkannte Präsident der Republik Nordzypern, Mehmet Ali Talat, die Siegertrophäe an Felipe Massa überreichte. Die Republik Zypern legte dagegen Protest ein, woraufhin die FIA einlenkte: Der Veranstalter MSO wurde zu einer Geldstrafe in Höhe von 5 Millionen Dollar verurteilt. Doch im März 2007 wurde die Strafe halbiert, womit nur noch 2,5 Millionen Dollar fällig waren.

### Großer Preis von Italien
| Platz | Fahrer             | Team             | Zeit        |
| ----- | ------------------ | ---------------- | ----------- |
| 1     | Michael Schumacher | Ferrari          | 1:14:51,975 |
| 2     | Kimi Räikkönen     | McLaren-Mercedes | + 8,046     |
| 3     | Robert Kubica      | BMW Sauber       | + 26,414    |
| PP    | Kimi Räikkönen     | McLaren-Mercedes | 1:21.484    |
| SR    | Kimi Räikkönen     | McLaren-Mercedes | 1:22,559    |

Der Große Preis von Italien auf dem Autodromo Nazionale in Monza fand am 10. September 2006 statt und ging über eine Distanz von 53 Runden à 5,793 km, also insgesamt 306,720 km.
Der vor dem Rennen mit 12 Punkten führende Weltmeister Fernando Alonso musste wegen einer Behinderung von Felipe Massa im Qualifying von der zehnten Position starten.
Anfangs noch auf Platz 2 liegend, konnte Michael Schumacher den führenden Kimi Räikkönen während der ersten Boxenstoppphase überholen.
Kurz vor Rennende fiel Alonso durch einen Motordefekt aus und konnte dadurch in diesem Rennen keine weiteren WM-Punkte erreichen. Michael Schumacher hingegen gewann und lag nur noch 2 Punkte hinter Alonso. Nach dem Grand Prix erklärte Michael Schumacher, dass er nach Ende der Saison 2006 seine Karriere beenden werde. Sein Nachfolger im Ferrari-Team wurde der Finne Kimi Räikkönen.
Robert Kubica erreichte in seinem dritten Formel-1-Rennen mit dem dritten Platz seine erste Podiumsplatzierung. Die schnellste Rennrunde erzielte mit 1:22,559 Minuten Kimi Räikkönen.

### Großer Preis von China
| Platz | Fahrer               | Team    | Zeit        |
| ----- | -------------------- | ------- | ----------- |
| 1     | Michael Schumacher   | Ferrari | 1:37:32,747 |
| 2     | Fernando Alonso      | Renault | + 3,121     |
| 3     | Giancarlo Fisichella | Renault | + 44,197    |
| PP    | Fernando Alonso      | Renault | 1:44,360    |
| SR    | Fernando Alonso      | Renault | 1:37,586    |

Der Große Preis von China auf dem Shanghai International Circuit fand am 1. Oktober 2006 statt und ging über eine Distanz von 56 Runden à 5,451 km, also insgesamt 305,256 km.
Die Poleposition sicherte sich Fernando Alonso vor seinem Teamkollegen Giancarlo Fisichella. Michael Schumacher, der die bei nasser Strecke unterlegenen Bridgestone-Reifen fuhr, wurde nur Sechster.
Im Rennen konnte Schumacher auf abtrocknender Strecke jedoch die beiden Hondas von Jenson Button und Rubens Barrichello überholen. Zudem profitierte er vom Ausscheiden von Kimi Räikkönen. Als Fernando Alonso, der bis dahin das Rennen anführte, durch nachlassende Reifen langsamer wurde, wurde er von Fisichella und Schumacher überholt. Schumacher passierte dann in einem spektakulären Manöver auch Fisichella, der gerade die Box verließ und noch zu wenig Grip bekam. Als Alonso bei seinem zweiten Boxenstopp auch noch viel Zeit verlor, schien Schumachers Sieg ungefährdet. Doch kurz vor Rennende begann es wieder zu regnen und Alonso konnte seinen Rückstand von zuvor 13 auf nur noch drei Sekunden verringern.
Die schnellste Rennrunde fuhr mit 1:37,586 Minuten in der 50. Runde Fernando Alonso.
Nach dem Rennen lagen Alonso und Schumacher in der Fahrer-Weltmeisterschaft nach Punkten gleichauf. Da Schumacher zu diesem Zeitpunkt jedoch einen Sieg mehr auf seinem Konto hatte, führte der Kerpener die Weltmeisterschaft 2006 zum ersten Mal seit fast zwei Jahren an. Dies war gleichzeitig das letzte Mal, dass Schumacher in der Weltmeisterschaft die Führung übernahm und das letzte Mal, dass er ein Rennen gewann.

### Großer Preis von Japan
| Platz | Fahrer               | Team    | Zeit        |
| ----- | -------------------- | ------- | ----------- |
| 1     | Fernando Alonso      | Renault | 1:23:53,413 |
| 2     | Felipe Massa         | Ferrari | + 16,151    |
| 3     | Giancarlo Fisichella | Renault | + 23,953    |
| PP    | Felipe Massa         | Ferrari | 1:29,599    |
| SR    | Fernando Alonso      | Renault | 1:32,676    |

Der Große Preis von Japan auf dem Suzuka International Racing Course fand am 8. Oktober 2006 statt und ging über eine Distanz von 53 Runden à 5,807 km, also insgesamt 307,771 km.
Fernando Alonso gewann das Rennen vor Felipe Massa und Giancarlo Fisichella und übernahm damit wieder die Führung in der Weltmeisterschaft.
Nachdem Michael Schumacher die Führung in der dritten Runde von Massa übernommen hatte, führte er das Rennen bis zur 37. Runde an, als er mit einem Motorschaden ausschied.

### Großer Preis von Brasilien
| Platz | Fahrer             | Team    | Zeit        |
| ----- | ------------------ | ------- | ----------- |
| 1     | Felipe Massa       | Ferrari | 1:31:53,751 |
| 2     | Fernando Alonso    | Renault | + 18,658    |
| 3     | Jenson Button      | Honda   | + 19,394    |
| PP    | Felipe Massa       | Ferrari | 1:10,680    |
| SR    | Michael Schumacher | Ferrari | 1:12,162    |

Der Große Preis von Brasilien auf dem Autódromo José Carlos Pace in Interlagos/São Paulo fand am 22. Oktober 2006 statt und ging über 71 Runden à 4,309 km, also insgesamt 305,939 km.
Felipe Massa konnte sich vor Kimi Räikkönen die Poleposition sichern. Wegen Problemen mit dem Benzindruck konnte Michael Schumacher im dritten Teil des Qualifying keine Wertungsrunde fahren, sodass er den zehnten Startplatz belegte. Fernando Alonso startete von Platz vier.
Schumacher begann das Rennen mit einer Aufholjagd bis auf den fünften Rang, als er durch einen beim Überholmanöver gegen Fisichella erlittenen Reifenschaden bis auf den letzten Platz zurückfiel. Bis zum Rennende gelang es ihm, sich noch durch einige Überholmanöver bis auf den vierten Rang vorzuarbeiten.
Massa gewann als erster Brasilianer seit Ayrton Senna in der Saison 1993 den Großen Preis von Brasilien. Alonso sicherte sich und seinem Team Renault mit dem nie bedrohten zweiten Platz in diesem Rennen den zweiten Weltmeistertitel in Folge.

## Qualifyingduelle
Diese Tabelle zeigt, welche Fahrer im jeweiligen Team die besseren Platzierungen im Qualifying erreicht haben.
| Fahrer             | :       | Fahrer               |
| Renault            | Renault | Renault              |
| ------------------ | ------- | -------------------- |
| Fernando Alonso    | 13:5    | Giancarlo Fisichella |
| McLaren-Mercedes   |         |                      |
| Kimi Räikkönen     | 7:3     | Juan Pablo Montoya   |
| Kimi Räikkönen     | 8:0     | Pedro de la Rosa     |
| Ferrari            |         |                      |
| Michael Schumacher | 14:4    | Felipe Massa         |
| Toyota             |         |                      |
| Ralf Schumacher    | 11:7    | Jarno Trulli         |
| Williams-Cosworth  |         |                      |
| Mark Webber        | 12:6    | Nico Rosberg         |
| Honda              |         |                      |
| Rubens Barrichello | 9:9     | Jenson Button        |

| Fahrer              | :                | Fahrer             |
| Red Bull-Ferrari    | Red Bull-Ferrari | Red Bull-Ferrari   |
| ------------------- | ---------------- | ------------------ |
| David Coulthard     | 9:6              | Christian Klien    |
| David Coulthard     | 1:2              | Robert Doornbos    |
| BMW Sauber          |                  |                    |
| Nick Heidfeld       | 5:7              | Jacques Villeneuve |
| Nick Heidfeld       | 5:1              | Robert Kubica      |
| Midland-Toyota      |                  |                    |
| Tiago Monteiro      | 6:12             | Christijan Albers  |
| Toro Rosso-Cosworth |                  |                    |
| Vitantonio Liuzzi   | 12:6             | Scott Speed        |
| Super Aguri-Honda   |                  |                    |
| Takuma Satō         | 4:0              | Yūji Ide           |
| Takuma Satō         | 5:2              | Franck Montagny    |
| Takuma Satō         | 6:1              | Sakon Yamamoto     |

## Weltmeisterschaftswertungen

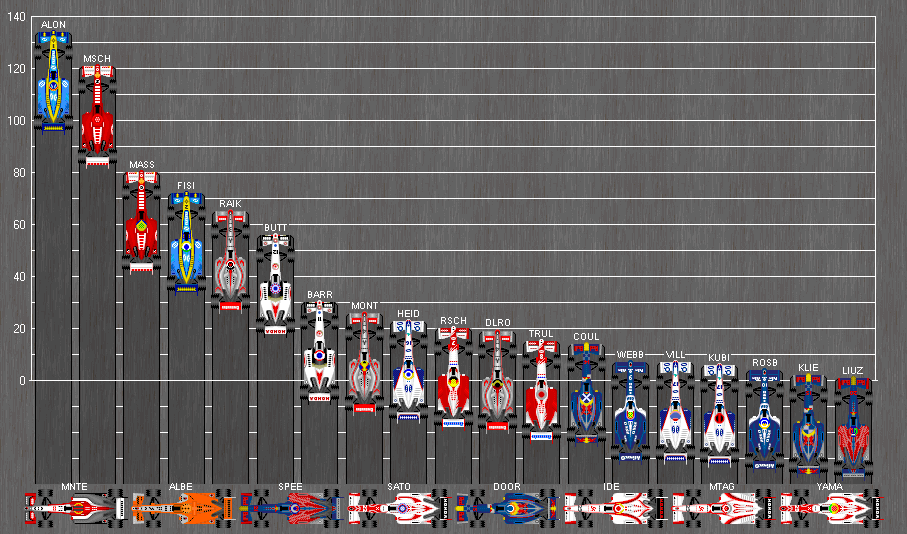
Fahrerwertung der Formel-1-Saison 2006

Weltmeister wird derjenige Fahrer bzw. Konstrukteur, der bis zum Saisonende am meisten Punkte in der Weltmeisterschaft angesammelt hat. Bei der Punkteverteilung werden die Platzierungen im Gesamtergebnis des jeweiligen Rennens berücksichtigt. Die acht erstplatzierten Fahrer jedes Rennens erhalten Punkte nach folgendem Schema:
| Platz  | 1  | 2 | 3 | 4 | 5 | 6 | 7 | 8 |
| Punkte | 10 | 8 | 6 | 5 | 4 | 3 | 2 | 1 |

### Fahrerwertung
| Pos. | Fahrer         | Konstrukteur        |     |     |      |     |     |      |      |     |     |     |     |     |      |      |     |     |     |      | Punkte |
| 01   | F. Alonso      | Renault             | 1   | 2   | 1    | 2   | 2   | 1    | 1    | 1   | 1   | 5   | 2   | 5   | DNF  | 2    | DNF | 2   | 1   | 2    | 134    |
| 02   | M. Schumacher  | Ferrari             | 2   | 6   | DNF  | 1   | 1   | 2    | 5    | 2   | 2   | 1   | 1   | 1   | *8*  | 3    | 1   | 1   | DNF | 4    | 121    |
| 03   | F. Massa       | Ferrari             | 9   | 5   | DNF  | 4   | 3   | 4    | 9    | 5   | 5   | 2   | 3   | 2   | 7    | 1    | 9   | DNF | 2   | 1    | 80     |
| 04   | G. Fisichella  | Renault             | DNF | 1   | 5    | 8   | 6   | 3    | 6    | 4   | 4   | 3   | 6   | 6   | DNF  | 6    | 4   | 3   | 3   | 6    | 72     |
| 05   | K. Räikkönen   | McLaren-Mercedes    | 3   | DNF | 2    | 5   | 4   | 5    | DNF  | 3   | 3   | DNF | 5   | 3   | DNF  | DNF  | 2   | DNF | 5   | 5    | 65     |
| 06   | J. Button      | Honda               | 4   | 3   | *10* | 7   | DNF | 6    | 11   | DNF | 9   | DNF | DNF | 4   | 1    | 4    | 5   | 4   | 4   | 3    | 56     |
| 07   | R. Barrichello | Honda               | 15  | 10  | 7    | 10  | 5   | 7    | 4    | 10  | DNF | 6   | DNF | DNF | 4    | 8    | 6   | 6   | 12  | 7    | 30     |
| 08   | J. Montoya     | McLaren-Mercedes    | 5   | 4   | DNF  | 3   | DNF | DNF  | 2    | 6   | DNF | DNF |     |     |      |      |     |     |     |      | 26     |
| 09   | N. Heidfeld    | BMW Sauber          | 12  | DNF | 4    | 13  | 10  | 8    | 7    | 7   | 7   | DNF | 8   | DNF | 3    | 14   | 8   | 7   | 8   | *17* | 23     |
| 10   | R. Schumacher  | Toyota              | 14  | 8   | 3    | 9   | DNF | DNF  | 8    | DNF | DNF | DNF | 4   | 9   | 6    | 7    | 15  | DNF | 7   | DNF  | 20     |
| 11   | P. de la Rosa  | McLaren-Mercedes    |     |     |      |     |     |      |      |     |     |     | 7   | DNF | 2    | 5    | DNF | 5   | 11  | 8    | 19     |
| 12   | J. Trulli      | Toyota              | 16  | 9   | DNF  | DNF | 9   | 10   | *17* | 11  | 6   | 4   | DNF | 7   | *12* | 9    | 7   | DNF | 6   | DNF  | 15     |
| 13   | D. Coulthard   | Red Bull-Ferrari    | 10  | DNF | 8    | DNF | DNF | 14   | 3    | 12  | 8   | 7   | 9   | 11  | 5    | *15* | 12  | 9   | DNF | DNF  | 14     |
| 14   | M. Webber      | Williams-Cosworth   | 6   | DNF | DNF  | 6   | DNF | 9    | DNF  | DNF | 12  | DNF | DNF | DNF | DNF  | 10   | 10  | 8   | DNF | DNF  | 7      |
| 15   | J. Villeneuve  | BMW Sauber          | DNF | 7   | 6    | 12  | 8   | 12   | 14   | 8   | DNF | DNF | 11  | DNF |      |      |     |     |     |      | 7      |
| 16   | R. Kubica      | BMW Sauber          |     |     |      |     |     |      |      |     |     |     |     |     | DSQ  | 12   | 3   | 13  | 9   | 9    | 6      |
| 17   | N. Rosberg     | Williams-Cosworth   | 7   | DNF | DNF  | 11  | 7   | 11   | DNF  | 9   | DNF | 9   | 14  | DNF | DNF  | DNF  | DNF | 11  | 10  | DNF  | 4      |
| 18   | C. Klien       | Red Bull-Ferrari    | 8   | DNF | DNF  | DNF | DNF | 13   | DNF  | 14  | 11  | DNF | 12  | 8   | DNF  | 11   | 11  |     |     |      | 2      |
| 19   | V. Liuzzi      | Toro Rosso-Cosworth | 11  | 11  | DNF  | 14  | DNF | *15* | 10   | 13  | 13  | 8   | 13  | 10  | DNF  | DNF  | 14  | 10  | 14  | 13   | 1      |
| 20   | S. Speed       | Toro Rosso-Cosworth | 13  | DNF | 9    | 15  | 11  | DNF  | 13   | DNF | 10  | DNF | 10  | 12  | 11   | 13   | 13  | 14  | 18  | 11   | 0      |
| 21   | T. Monteiro    | Midland-Toyota      | 17  | 13  | DNF  | 16  | 12  | 16   | 15   | 16  | 14  | DNF | DNF | DNF | 9    | DNF  | DNF | DNF | 16  | 15   | 0      |
| 22   | C. Albers      | Midland-Toyota      | DNF | 12  | 11   | DNF | 13  | DNF  | 12   | 15  | DNF | DNF | 15  | DSQ | 10   | DNF  | 17  | 15  | DNF | 14   | 0      |
| 23   | T. Satō        | Super Aguri-Honda   | 18  | 14  | 12   | DNF | DNF | 17   | DNF  | 17  | 15  | DNF | DNF | DNF | 13   | NC   | 16  | DSQ | 15  | 10   | 0      |
| 24   | R. Doornbos    | Red Bull-Ferrari    |     |     |      |     |     |      |      |     |     |     |     |     |      |      |     | 12  | 13  | 12   | 0      |
| 25   | Y. Ide         | Super Aguri-Honda   | DNF | DNF | 13   | DNF |     |      |      |     |     |     |     |     |      |      |     |     |     |      | 0      |
| 26   | S. Yamamoto    | Super Aguri-Honda   |     |     |      |     |     |      |      |     |     |     |     | DNF | DNF  | DNF  | DNF | 16  | 17  | 16   | 0      |
| 27   | F. Montagny    | Super Aguri-Honda   |     |     |      |     | DNF | DNF  | 16   | 18  | DNF | DNF | 16  |     |      |      |     |     |     |      | 0      |

| Legende  | Legende            | Legende                                                          |
| Farbe    | Abkürzung          | Bedeutung                                                        |
| -------- | ------------------ | ---------------------------------------------------------------- |
| Gold     | –                  | Sieg                                                             |
| Silber   | –                  | 2. Platz                                                         |
| Bronze   | –                  | 3. Platz                                                         |
| Grün     | –                  | Platzierung in den Punkten                                       |
| Blau     | –                  | Klassifiziert außerhalb der Punkteränge                          |
| Violett  | DNF                | Rennen nicht beendet (did not finish)                            |
| Violett  | NC                 | nicht klassifiziert (not classified)                             |
| Rot      | DNQ                | nicht qualifiziert (did not qualify)                             |
| Rot      | DNPQ               | in Vorqualifikation gescheitert (did not pre-qualify)            |
| Schwarz  | DSQ                | disqualifiziert (disqualified)                                   |
| Weiß     | DNS                | nicht am Start (did not start)                                   |
| Weiß     | WD                 | zurückgezogen (withdrawn)                                        |
| Hellblau | PO                 | nur am Training teilgenommen (practiced only)                    |
| Hellblau | TD                 | Freitags-Testfahrer (test driver)                                |
| ohne     | DNP                | nicht am Training teilgenommen (did not practice)                |
| ohne     | INJ                | verletzt oder krank (injured)                                    |
| ohne     | EX                 | ausgeschlossen (excluded)                                        |
| ohne     | DNA                | nicht erschienen (did not arrive)                                |
| ohne     | C                  | Rennen abgesagt (cancelled)                                      |
| ohne     | keine WM-Teilnahme |                                                                  |
| sonstige | P/fett             | Pole-Position                                                    |
| sonstige | 1/2/3/4/5/6/7/8    | Punktplatzierung im Sprint-/Qualifikationsrennen                 |
| sonstige | SR/kursiv          | Schnellste Rennrunde                                             |
| sonstige | *                  | nicht im Ziel, aufgrund der zurückgelegten Distanz aber gewertet |
| sonstige | ()                 | Streichresultate                                                 |
| sonstige | unterstrichen      | Führender in der Gesamtwertung                                   |

### Konstrukteurswertung

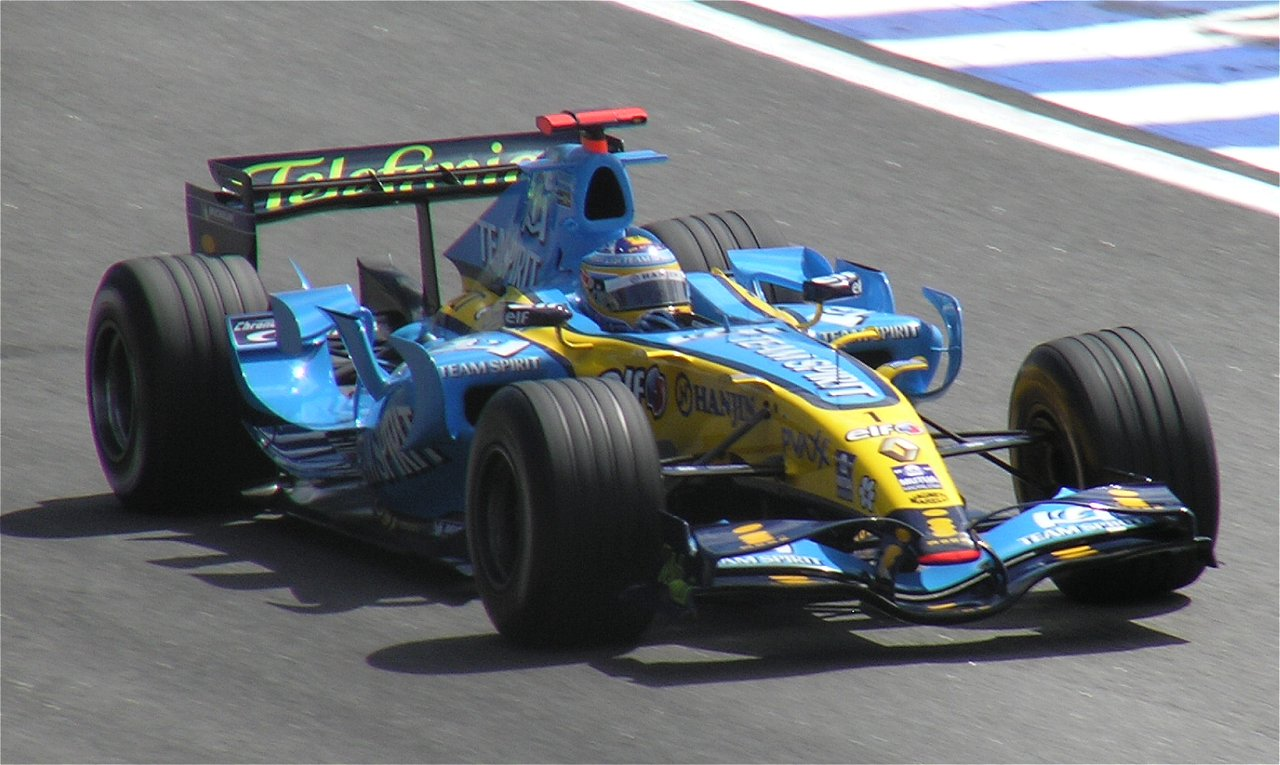
Renault R26 von 2006

| Pos. | Konstrukteur        | Nr. |     |     |     |     |     |     |     |     |     |     |     |     |     |     |     |     |     |     | Punkte |
| 01   | Renault             | 01  | 1   | 2   | 1   | 2   | 2   | 1   | 1   | 1   | 1   | 5   | 2   | 5   | DNF | 2   | DNF | 2   | 1   | 2   | 206    |
| 01   | Renault             | 02  | DNF | 1   | 5   | 8   | 6   | 3   | 6   | 4   | 4   | 3   | 6   | 6   | DNF | 6   | 4   | 3   | 3   | 6   | 206    |
| 02   | Ferrari             | 05  | 2   | 6   | DNF | 1   | 1   | 2   | 5   | 2   | 2   | 1   | 1   | 1   | 8*  | 3   | 1   | 1   | DNF | 4   | 201    |
| 02   | Ferrari             | 06  | 9   | 5   | DNF | 4   | 3   | 4   | 9   | 5   | 5   | 2   | 3   | 2   | 7   | 1   | 9   | DNF | 2   | 1   | 201    |
| 03   | McLaren-Mercedes    | 03  | 3   | DNF | 2   | 5   | 4   | 5   | DNF | 3   | 3   | DNF | 5   | 3   | DNF | DNF | 2   | DNF | 5   | 5   | 110    |
| 03   | McLaren-Mercedes    | 04  | 5   | 4   | DNF | 3   | DNF | DNF | 2   | 6   | DNF | DNF | 7   | DNF | 2   | 5   | DNF | 5   | 11  | 8   | 110    |
| 04   | Honda               | 11  | 15  | 10  | 7   | 10  | 5   | 7   | 4   | 10  | DNF | 6   | DNF | DNF | 4   | 8   | 6   | 6   | 12  | 7   | 86     |
| 04   | Honda               | 12  | 4   | 3   | 10* | 7   | DNF | 6   | 11  | DNF | 9   | DNF | DNF | 4   | 1   | 4   | 5   | 4   | 4   | 3   | 86     |
| 05   | BMW Sauber          | 16  | 12  | DNF | 4   | 13  | 10  | 8   | 7   | 7   | 7   | DNF | 8   | DNF | 3   | 14  | 8   | 7   | 8   | 17* | 36     |
| 05   | BMW Sauber          | 17  | DNF | 7   | 6   | 12  | 8   | 12  | 14  | 8   | DNF | DNF | 11  | DNF | DSQ | 12  | 3   | 13  | 9   | 9   | 36     |
| 06   | Toyota              | 07  | 14  | 8   | 3   | 9   | DNF | DNF | 8   | DNF | DNF | DNF | 4   | 9   | 6   | 7   | 15  | DNF | 7   | DNF | 35     |
| 06   | Toyota              | 08  | 16  | 9   | DNF | DNF | 9   | 10  | 17* | 11  | 6   | 4   | DNF | 7   | 12* | 9   | 7   | DNF | 6   | DNF | 35     |
| 07   | Red Bull-Ferrari    | 14  | 10  | DNF | 8   | DNF | DNF | 14  | 3   | 12  | 8   | 7   | 9   | 11  | 5   | 15* | 12  | 9   | DNF | DNF | 16     |
| 07   | Red Bull-Ferrari    | 15  | 8   | DNF | DNF | DNF | DNF | 13  | DNF | 14  | 11  | DNF | 12  | 8   | DNF | 11  | 11  | 12  | 13  | 12  | 16     |
| 08   | Williams-Cosworth   | 09  | 6   | DNF | DNF | 6   | DNF | 9   | DNF | DNF | 12  | DNF | DNF | DNF | DNF | 10  | 10  | 8   | DNF | DNF | 11     |
| 08   | Williams-Cosworth   | 10  | 7   | DNF | DNF | 11  | 7   | 11  | DNF | 9   | DNF | 9   | 14  | DNF | DNF | DNF | DNF | 11  | 10  | DNF | 11     |
| 09   | Toro Rosso-Cosworth | 20  | 11  | 11  | DNF | 14  | DNF | 15* | 10  | 13  | 13  | 8   | 13  | 10  | DNF | DNF | 14  | 10  | 14  | 13  | 1      |
| 09   | Toro Rosso-Cosworth | 21  | 13  | DNF | 9   | 15  | 11  | DNF | 13  | DNF | 10  | DNF | 10  | 12  | 11  | 13  | 13  | 14  | 18  | 11  | 1      |
| 10   | Midland-Toyota      | 18  | 17  | 13  | DNF | 16  | 12  | 16  | 15  | 16  | 14  | DNF | DNF | DNF | 9   | DNF | DNF | DNF | 16  | 15  | 0      |
| 10   | Midland-Toyota      | 19  | DNF | 12  | 11  | DNF | 13  | DNF | 12  | 15  | DNF | DNF | 15  | DSQ | 10  | DNF | 17  | 15  | DNF | 14  | 0      |
| 11   | Super Aguri-Honda   | 22  | 18  | 14  | 12  | DNF | DNF | 17  | DNF | 17  | 15  | DNF | DNF | DNF | 13  | NC  | 16  | DSQ | 15  | 10  | 0      |
| 11   | Super Aguri-Honda   | 23  | DNF | DNF | 13  | DNF | DNF | DNF | 16  | 18  | DNF | DNF | 16  | DNF | DNF | DNF | DNF | 16  | 17  | 16  | 0      |

| Legende  | Legende            | Legende                                                          |
| Farbe    | Abkürzung          | Bedeutung                                                        |
| -------- | ------------------ | ---------------------------------------------------------------- |
| Gold     | –                  | Sieg                                                             |
| Silber   | –                  | 2. Platz                                                         |
| Bronze   | –                  | 3. Platz                                                         |
| Grün     | –                  | Platzierung in den Punkten                                       |
| Blau     | –                  | Klassifiziert außerhalb der Punkteränge                          |
| Violett  | DNF                | Rennen nicht beendet (did not finish)                            |
| Violett  | NC                 | nicht klassifiziert (not classified)                             |
| Rot      | DNQ                | nicht qualifiziert (did not qualify)                             |
| Rot      | DNPQ               | in Vorqualifikation gescheitert (did not pre-qualify)            |
| Schwarz  | DSQ                | disqualifiziert (disqualified)                                   |
| Weiß     | DNS                | nicht am Start (did not start)                                   |
| Weiß     | WD                 | zurückgezogen (withdrawn)                                        |
| Hellblau | PO                 | nur am Training teilgenommen (practiced only)                    |
| Hellblau | TD                 | Freitags-Testfahrer (test driver)                                |
| ohne     | DNP                | nicht am Training teilgenommen (did not practice)                |
| ohne     | INJ                | verletzt oder krank (injured)                                    |
| ohne     | EX                 | ausgeschlossen (excluded)                                        |
| ohne     | DNA                | nicht erschienen (did not arrive)                                |
| ohne     | C                  | Rennen abgesagt (cancelled)                                      |
| ohne     | keine WM-Teilnahme |                                                                  |
| sonstige | P/fett             | Pole-Position                                                    |
| sonstige | 1/2/3/4/5/6/7/8    | Punktplatzierung im Sprint-/Qualifikationsrennen                 |
| sonstige | SR/kursiv          | Schnellste Rennrunde                                             |
| sonstige | *                  | nicht im Ziel, aufgrund der zurückgelegten Distanz aber gewertet |
| sonstige | ()                 | Streichresultate                                                 |
| sonstige | unterstrichen      | Führender in der Gesamtwertung                                   |